# (3703) Волконская
(3703) Волконская (лат. Volkonskaya) — типичный астероид главного пояса, открыт 9 августа 1978 года советским астрономом Людмилой Черных в Крымской астрофизической обсерватории и 25 сентября 1988 года назван в честь княгини Марии Волконской.

## Обнаружение и именование
(3703) Волконская
Открыт 9 августа 1978 года в Научном Л. И. Черных.
Назван в честь ещё одной княгини Марии Николаевны Волконской (1805—1865), добровольно последовавшей в ссылку в Сибирь за своим мужем, декабристом С. Г. Волконским.
Оригинальный текст (англ.)3703 Volkonskaya
Discovered at Nauchnyj on 1978-08-09 by L. I. Chernykh.
Named for Mariya Nikolaevna Volkonskaya (1805—1865), another princess who voluntarily followed her husband, the Decembrist S. G. Volkonskij, to exile in Siberia.
Источники: DISCOVERY.DB; M.P.C. 13609.

## Орбита

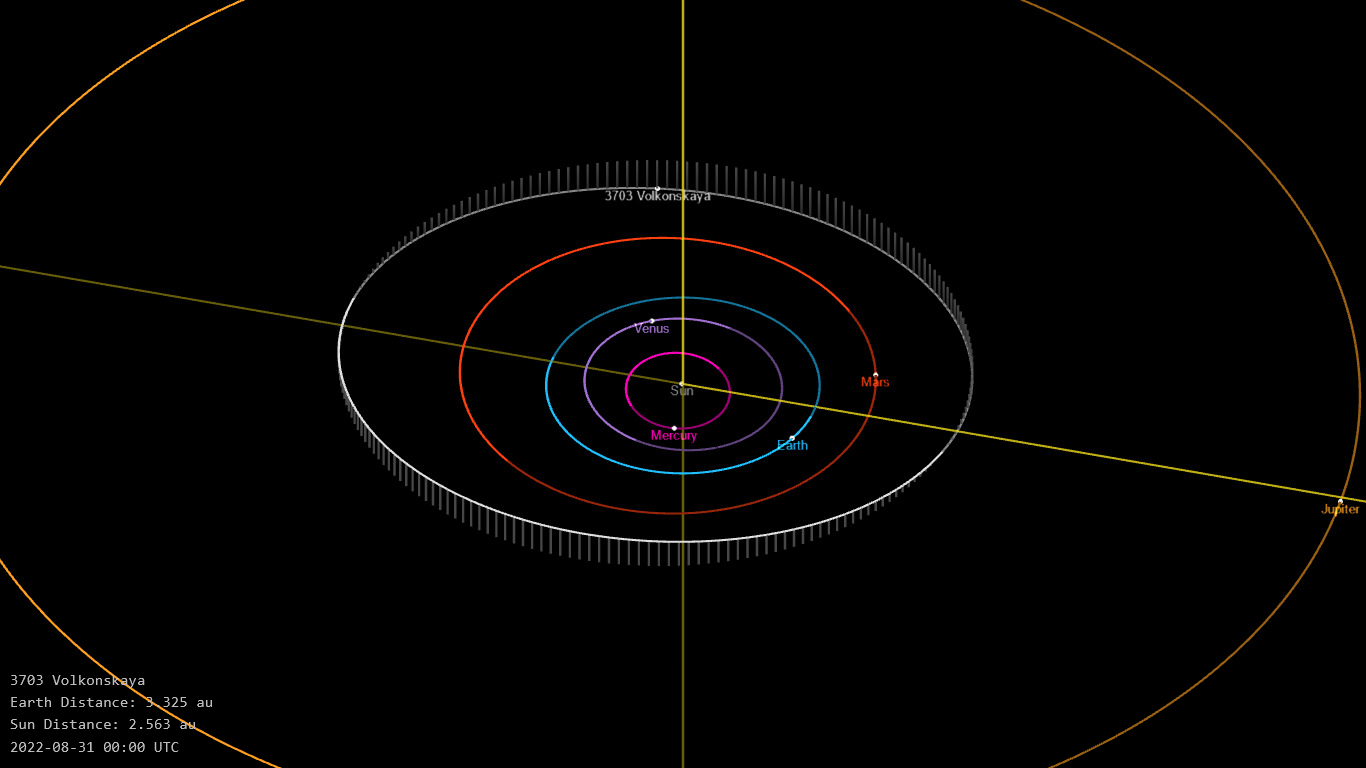
Орбита астероида Волконская и его положение в Солнечной системе

## Физические характеристики
Астероид относится к таксономическому классу V.
По результатам наблюдений в видимом и ближнем инфракрасном диапазоне космического телескопа NEOWISE диаметр астероида оценивался равным 3,729±0,112 км. Согласно тем же источникам альбедо оценивается как 0,2420±0,0758 и 0,242±0,076.